# Ophichthus leonensis
Ophichthus leonensis är en fiskart som beskrevs av Blache, 1975. Ophichthus leonensis ingår i släktet Ophichthus och familjen Ophichthidae. Inga underarter finns listade i Catalogue of Life.